# Клебе, Кристина
Кристина Клебе (англ. Kristina Klebe; род. 18 июня 1979, Нью-Йорк, Нью-Йорк) — американская и немецкая актриса. Наиболее известна по роли Линды в фильме ужасов Роба Зомби «Хэллоуин» (2007) и Лени Рифеншталь в супергеройском боевике Нила Маршалла «Хеллбой» (2019).

## Биография
Кристина Клебе родилась в Нью-Йорке в семье иммигрантов из Германии. В детстве и подростковом возрасте жила со своей семьей в Германии, Франции и Италии. Она племянница французского актера Пьера Бриса.
В 2011 году Кристина сыграла роль Евы Браун в киноальманахе ужасов «Чиллерама».
В 2016 году вместе с Дольфом Лундгреном снялась в комедийном фильме ужасов «Не убивай его».

## Фильмография
| Год  |   | Русское название                  | Оригинальное название  | Роль                       |
| ---- | - | --------------------------------- | ---------------------- | -------------------------- |
| 2005 | с | Спаси меня                        | Rescue Me              | девушка Мики Гэвина        |
| 2005 | с | Закон и порядок                   | Law & Order            | Джилл Дюпри                |
| 2006 | ф | Чокнутый                          | Delirious              | медсестра Крис             |
| 2007 | ф | Хэллоуин                          | Halloween              | Линда Ван Дер Клок         |
| 2008 | ф | Случайный муж                     | The Accidental Husband | Катерина Болленбекер       |
| 2009 | ф | Зона мёртвых                      | Zone of the Dead       | агент Мина Милиус          |
| 2009 | с | Мыслить как преступник            | Criminal Minds         | Миранда Дракар             |
| 2010 | с | C.S.I.: Место преступления Майами | CSI: Miami             | Лесли Штольц               |
| 2011 | ф | Чиллерама                         | Chillerama             | Ева Браун                  |
| 2014 | с | Последователи                     | The Following          | Карла                      |
| 2015 | с | Агент Икс                         | Agent X                | Зоя                        |
| 2016 | ф | Не убивай его                     | Don't Kill It          | агент ФБР Эвелин Пирс      |
| 2017 | с | Морская полиция: Спецотдел        | NCIS                   | лейтенант Шерил Домбровски |
| 2019 | ф | Хеллбой                           | Hellboy                | Лени Рифеншталь            |
| 2021 | ф | Везучая                           | Lucky                  | Мари                       |
| 2021 | ф | Один дома                         | Home Sweet Home Alone  | Хоумбот (озвучка)          |
| 2022 | с | Главный госпиталь                 | General Hospital       | агент Мюллер               |

## Озвучивание игр
| Год  | Название                         | Роль                | Примечание      |
| ---- | -------------------------------- | ------------------- | --------------- |
| 2017 | Friday the 13th: The Game        | Дженни Майерс       | голос персонажа |
| 2017 | Wolfenstein II: The New Colossus | фрау Хелена         | голос персонажа |
| 2019 | Anthem                           | Вара Бром           | голос персонажа |
| 2020 | Call of Duty: Black Ops Cold War | различные персонажи | голос персонажа |
| 2021 | Tom Clancy's Rainbow Six Siege   | Моника «IQ» Вайсс   | голос персонажа |
| 2022 | The Texas Chain Saw Massacre     | N/A                 | голос персонажа |